# Hard to Say I'm Sorry
«Hard to Say I'm Sorry» (en español: «Difícil decir lo siento») es el título de una power ballad interpretada por la banda estadounidense de rock Chicago, se incluyó en el 13.er álbum de estudio, de la banda titulado, Chicago 16 (1982). La canción fue escrita por el vocalista y líder de la banda Peter Cetera y coescrita y producida el productor David Foster, Las compañías discográficas Full Moon y Warner Bros. la lanzó el 10 de mayo de 1982 como el sencillo principal del álbum.
En Estados Unidos alcanzó el número 1 en el Billboard Hot 100 y en la lista Billboard Adult Contemporary. También fue número 1 en Canadá, Irlanda, Italia y Suiza. Llegó a las listas de los 10 más exitosos en Australia, Alemania, Austria y Reino Unido. 
El sencillo fue nominado para un Premio Grammy a la Mejor Interpretación Pop por un Dúo o Grupo Vocal.
Fue certificado disco de oro En Estados Unidos por la RIAA y en Canadá por Music Canada .En Reino Unido fue certificado disco de plata por la BPI.

## Video musical
Chicago hizo un video musical para la canción. Según Cetera, los videos de "Hard to Say I'm Sorry" y "Love Me Tomorrow" fueron filmados el mismo día. La banda aparece en una habitación de color negro con diamantes en la pared.

## Posicionamiento en listas
| Lista (1982)                                  | Máxima posición |
| --------------------------------------------- | --------------- |
| Alemania (Offizielle Deutsche Charts)         | 6               |
| Australia (Kent Music Report)                 | 4               |
| Austria (Ö3 Austria Top 40)                   | 5               |
| Bélgica (Flandes) (Ultratop 50)               | 15              |
| Canadá (RPM Top Singles)                      | 1               |
| Canadá (RPM Adult Contemporary)               | 1               |
| Estados Unidos (Billboard Hot 100)            | 1               |
| Estados Unidos (Billboard Adult Contemporary) | 1               |
| Irlanda (IRMA)                                | 1               |
| Italia (Musica e dischi)                      | 1               |
| Nueva Zelanda (Recorded Music NZ)             | 13              |
| Reino Unido (UK Singles Chart)                | 4               |
| Sudáfrica (Springbok)                         | 14              |
| Suiza (Schweizer Hitparade)                   | 1               |

### Sucesión en las listas
| Predecesor: «Abracadabra» de Steve Miller Band | U.S. Billboard Hot 100 — Sencillo n.º 1 11 de septiembre de 1982 - 24 de septiembre de 1982 | Sucesor: «Abracadabra» de Steve Miller Band |

| Predecesor: «Even The Nights Are Better» de Air Supply | U.S. Billboard Hot Adult Contemporary Tracks — Sencillo n.º 1 21 de agosto de 1982 - 10 de septiembre de 1982 | Sucesor: «Blues Eyes» de Elton John |

## Versión de Az Yet
El grupo estadounidense de R&B Az Yet incluyó una versión de "Hard to Say I'm Sorry" en su álbum debut homónimo de 1996, que fue producido por Babyface. Fue lanzada como sencillo el 3 de febrero de 1997 y cuenta con la voz de Peter Cetera. Foster ganó un premio BMI Pop por esta versión. La canción alcanzó el número siete en la lista UK Singles Chart del Reino Unido y el número ocho en el Billboard Hot 100.. Fue certificado platino y nominado para un Premio Grammy a la Mejor Interpretación de un Grupo de R&B o Dúo Vocal. Aparte del remix de David Foster, el sencillo incluye la versión del álbum (sin Cetera), una versión a cappella y un remix extendido.

#### Posicionamiento en listas
| Lista (1997)                                  | Máxima posición |
| --------------------------------------------- | --------------- |
| Alemania (Offizielle Deutsche Charts)         | 72              |
| Australia (ARIA)                              | 5               |
| Canadá (RPM Top Singles)                      | 26              |
| Canadá (RPM Adult Contemporary)               | 27              |
| Europa (Eurochart Hot 100)                    | 64              |
| Estados Unidos (Billboard Hot 100)            | 8               |
| Estados Unidos (Billboard Adult Contemporary) | 14              |
| Estados Unidos (Billboard Hot R&B Singles)    | 20              |
| Estados Unidos (Billboard Rhythmic Top 40)    | 9               |
| Nueva Zelanda (Recorded Music NZ)             | 1               |
| Países Bajos (Dutch Top 40)                   | 3               |
| Países Bajos (Mega Single Top 100)            | 3               |
| Reino Unido (UK Singles Chart)                | 7               |
| Reino Unido (UK R&B Chart)                    | 3               |
| Escocia (Scottish Singles Sales Chart)        | 30              |
| Suecia (Sverigetopplistan)                    | 59              |

## Otras versiones
- En 1983, el cantante hongkonés Leslie Cheung lanzó una versión en cantonés con el título chino "難以再說對不起" para su álbum 風繼續吹.[42]
- En 2003, el grupo alemán de música electrónica Aquagen tuvo un éxito con su canción del mismo título, que sampleaba "Hard to Say I'm Sorry". Esta versión alcanzó el número 33 en el Reino Unido.[43]